# فاليري سيوتكين
فاليري ميلادوفيتش سيوتكين (بالروسية: Вале́рий Миладович Сю́ткин)‏ من مواليد 22 مارس 1958 في موسكو هو مغني وموسيقي روسي  اشتهر بكونه كاتب أغاني لفرقة الروك أند رول «برافو». وأستاذ الغناء والمدير الفني لقسم بوب مججو نيابة عن م. شولوخوف. و أيضًا عضو في مجلس إدارة مؤلفي RAO.

## روابط خارجية
- فاليري سيوتكين على موقع IMDb (الإنجليزية)
- فاليري سيوتكين على موقع ميوزك برينز (الإنجليزية)
- فاليري سيوتكين على موقع ديسكوغز (الإنجليزية)
- فاليري سيوتكين على موقع قاعدة بيانات الفيلم (الإنجليزية)
- فاليري سيوتكين على موقع كينوبويسك (الروسية)